# دياكو فوفانا
دياكو فوفانا (بالفرنسية: Diacko Fofana)‏ (29 يوليو 1994 في فرنسا - ) هو لاعب كرة قدم مالي في مركز الدفاع. شارك مع منتخب فرنسا تحت 18 سنة لكرة القدم ومنتخب فرنسا تحت 19 سنة لكرة القدم. أما مع النوادي، فقد لعب مع نادي نيس.

## روابط خارجية
- دياكو فوفانا على موقع رابطة كرة القدم الفرنسية للمحترفين (الإنجليزية)
- دياكو فوفانا على موقع قاعدة بيانات كرة القدم.إي يو (الإنجليزية)
- دياكو فوفانا على موقع ليكيب (الفرنسية)
- دياكو فوفانا على موقع Soccerway.com (الإنجليزية)
- دياكو فوفانا على موقع AS.com (الإسبانية)